# Anton Rosendahl
Klas Henrik Anton Rosendahl, född 3 september 1881 i Havdhems socken, död 30 maj 1935 i Klinte socken, var en svensk konstnär och fotograf.
Anton Rosendahl var ursprungligen förgyllare, men kom att bli en allkonstnär, han skötte betvågen, målade tavlor, ledde en sångkör, spelade cello och hade Gotlands då största bigård. Konstnären Gottfrid Kallstenius som besökte han ateljé har dock beskrivit hans målningar som mindre lyckade. Han kom från Rosarve i Havdhems socken, men flyttade på 1880-talet till Klintehamn, där han öppnade en officin för tryck av biljetter, bröllops- och begravningsinbjudningar med mera. Han drev även fotografisk ateljé i Klintehamn, den första permanenta i orten. Anton Rosendal reste även runt på gotländska landsbygden och förevisade tecknade bilder i en zoetrop.